# Lophonycta confusa
Lophonycta confusa är en fjärilsart som beskrevs av John Henry Leech 1889. Lophonycta confusa ingår i släktet Lophonycta och familjen nattflyn. Inga underarter finns listade i Catalogue of Life.